# Vision+
Vision+ (dawniej MNC Now) – indonezyjska platforma internetowa oferująca dostęp do treści wideo poprzez media strumieniowe. Jest dostępna w formie aplikacji na urządzenia z systemem iOS i Android oraz w postaci serwisu internetowego działającego w przeglądarce. Należy do MNC Group i funkcjonuje pod auspicjami MNC Vision Network.
Usługa została założona w 2017 roku, wraz z wprowadzeniem siostrzanych marek MNC Vision i MNC Play, i stała się jedną z głównych platform telewizyjnych w Indonezji. W 2020 roku serwis przeszedł rebranding, zmieniając nazwę na Vision+.
Vision+ oferuje ponad 130 kanałów telewizyjnych na żywo oraz ponad 80 kanałów z funkcją „catch-up TV”, umożliwiającą odtwarzanie dowolnego wyemitowanego wcześniej programu (do siedmiu dni wstecz). Dla abonentów MNC Play platforma jest dostępna w charakterze usługi „TV anywhere”. Serwis udostępnia także treści na życzenie, zarówno indonezyjskie, jak i zagraniczne.